# Bill Hagerty
Pour les articles homonymes, voir William Hagerty et Hagerty.
William Francis Hagerty IV, dit Bill Hagerty, né le 14 août 1959 à Gallatin (Tennessee), est un homme politique américain, membre du Parti républicain. Nommé ambassadeur des États-Unis au Japon par le président Donald Trump en 2017, il quitte ses fonctions en 2019 pour se présenter à l'élection sénatoriale de 2020 dans le Tennessee.

## Biographie

### Famille et carrière professionnelle
Bill Hagerty est né à Gallatin dans le nord du Tennessee. Il a quatre enfants avec son épouse Chrissy.
Il étudie à l'université Vanderbilt, où il est diplômé d'un baccalauréat universitaire d'économie en 1981 et d'un juris doctor en 1984,.
Après ses études, il travaille pour le cabinet Boston Consulting Group, notamment au Japon,. Il devient ensuite conseiller économique sous George H. W. Bush. Après la Maison-Blanche, il entame une carrière dans le capital-investissement à Trident Capital, avant de fonder son propre cabinet Hagerty Peterson,. Il siège également au conseil d'administration de nombreuses autres sociétés.

### Engagement politique

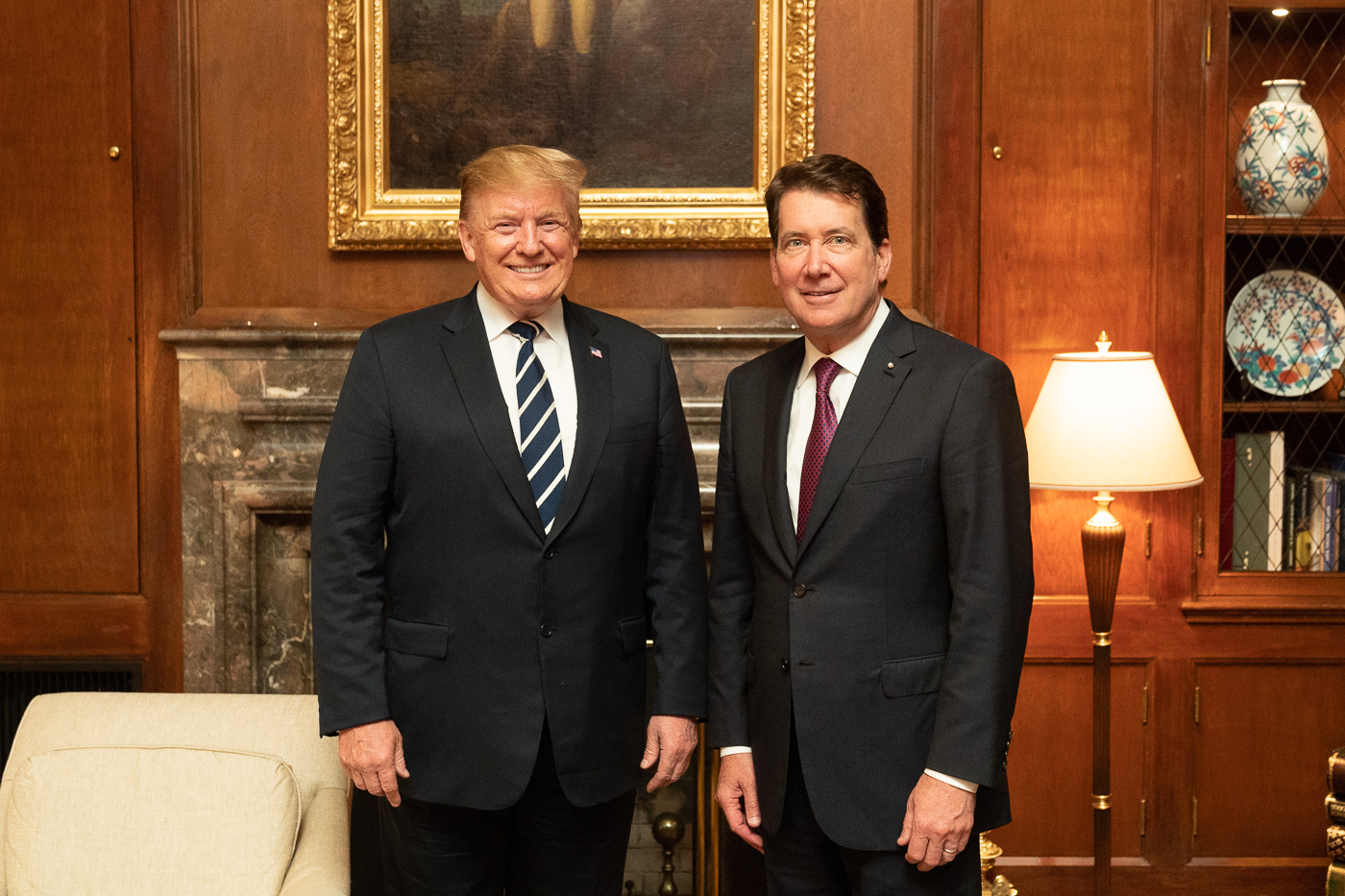
Donald Trump et Bill Hagerty à Tokyo en 2019.

En 2008, Bill Hargety préside le comité financier de la campagne nationale de Mitt Romney durant les primaires présidentielles républicaines. Il rejoint ensuite l'équipe de transition de John McCain pour l'élection de novembre, puis celle de Romney quatre ans plus tard.
De 2011 à 2015, Hagerty est commissaire au développement économique du Tennessee dans l'administration du gouverneur Bill Haslam.
Lors des primaires présidentielles républicaines de 2016, Bill Hagerty soutient d'abord Jeb Bush, puis Marco Rubio et finalement Donald Trump,. Il prend alors la présidence du Trump Victory Committee au Tennessee, puis participe à l'équipe de transition de Donald Trump,,.
En 2017, Donald Trump le nomme ambassadeur des États-Unis au Japon. Sa nomination est entérinée par le Sénat en juillet 2017 par 86 voix contre 12. En tant qu'ambassadeur, il négocie un accord commercial entre les États-Unis et le Japon et participe aux dialogues sur la Corée du Nord. Il démissionne de son poste en juillet 2019.
En septembre 2019, Bill Hagerty officialise sa candidature au Sénat des États-Unis, pour succéder au républicain Lamar Alexander lors des élections de 2020. Il reçoit le soutien du président Trump et de l'establishment républicain du Tennessee, lui conférant une place de favori dans les sondages. Lors de la primaire républicaine, il affronte 14 candidats dont Manny Sethi, dont la campagne conservatrice soutenue par les sénateurs Ted Cruz et Rand Paul reçoit un bon accueil sur le terrain. La campagne entre Hagerty et Sethi devient particulièrement négative à mesure que Sethi monte dans les intentions de vote. Bill Hagerty remporte la primaire avec environ 51 % des voix, contre 39 % pour Sethi.